# 格拉蒂尼 (芒什省)
格拉蒂尼（法語：Glatigny，法語發音：[ɡlatiɲi]）是法国芒什省的一个旧市镇，属于库唐斯区。2016年，格拉蒂尼与市镇临近的8个市镇合并为新市镇拉艾。

## 地理
格拉蒂尼（49°16'38"N, 1°37'49"W）面积4.99 平方千米，位于法国诺曼底大区芒什省，该省份为法国西北部沿海省份，西、北、东北三面环大西洋，东起顺时针与卡爾瓦多斯省、奧恩省、马耶讷省和伊勒-维莱讷省接壤。
与格拉蒂尼接壤的市镇（或旧市镇、城区）包括：叙尔维尔、艾河畔布雷特维尔、蒙加尔东。

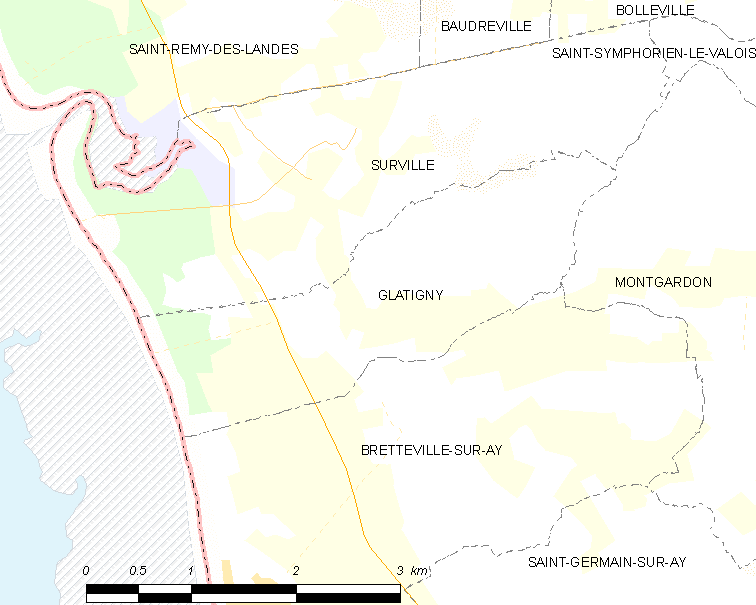
的OSM定位图

格拉蒂尼的时区为UTC+01:00、UTC+02:00（夏令时）。

## 行政
格拉蒂尼的邮政编码为50250，INSEE市镇编码为50204。

## 政治
格拉蒂尼所属的省级选区为克雷昂斯县。

## 人口

1962-2008年间人口变化图示

格拉蒂尼于2018年1月1日时的人口数量为143人。